# C.L. Wüst
C.L. Wüst war ein deutscher Spielkartenhersteller, der 1819 von Conrad Ludwig Wüst gegründet wurde und bis 1927 aktiv war.

## Geschichte
Conrad Wüst wurde um 1783 geboren. 1811 erhielt er die Genehmigung, in Frankfurt ein Kartenmacher-Geschäft zu eröffnen, das über ein Jahrhundert bestehen sollte. Anfangs stellte das Unternehmen Kartenprodukte für verschiedene Zwecke her, doch mit der Zeit dominierte die Herstellung von Spielkarten. Wüst nutzte seine Verbindungen zur Frankfurter Theaterszene, um Karten mit Bildern bekannter Schauspieler und Schauspielerinnen herzustellen, was den Umsatz weiter steigerte.
Conrad Wüst nutzte neue Technologien, indem er seine Werke mit einer dampfbetriebenen Druckerpresse aufrüstete, um die Produktionsrate zu steigern, die Lithografie einsetzte und die neue Gasstraßenbeleuchtung nutzte, um die Arbeitszeiten zu verlängern.
Wüst starb 1843, und sein Sohn Caspar Ludwig übernahm die Firma. Seine Werke wurden 1851 auf der Weltausstellung im Crystal Palace, England, und auf der Pariser Weltausstellung 1855 ausgestellt. Zu dieser Zeit exportierte er bereits in die Niederlande, das Rheinland, die Schweiz, nach Hamburg und Bayern.
Das beliebte badische Tarotspiel Cego bot Caspar Wüst die Gelegenheit, ein neues Kartenspiel mit Szenen zu entwerfen, die die scharfe Trennung zwischen Arm und Reich verdeutlichten. Dies war der Vorläufer des Bourgeois Tarots, das in abgewandelter Form bis heute nicht nur für Cego, sondern auch für das französische Nationalspiel Französisches Tarock hergestellt wird. Um die Nachfrage nach dem äußerst beliebten Skatspiel zu befriedigen, führte Wüst auch das erste diagonal geteilte Doppelbild-Karte – ein Muster, das zum Hausstandard wurde.
Wüst expandierte im späten 19. Jahrhundert weltweit weiter und eroberte Märkte in Südamerika, China und Indien. Das Unternehmen blieb in Familienbesitz und florierte weiterhin, bis der wirtschaftliche Niedergang der Nachkriegsjahre eine Weiterführung unrentabel machte. 1927 ging das Unternehmen in der Altenburger VSS auf, das Werk in Frankfurt wurde geschlossen und alle Rechte an die VSS übertragen.